# Chanson sur ma drôle de vie
 (avril 2025).
Si vous êtes l’auteur de ce texte, vous êtes invité à donner votre avis ici. À moins qu’il soit démontré que l’auteur de la page autorise la reproduction et que ce contenu soit compatible avec les principes fondateurs de Wikipédia, cette page sera supprimée ou purgée au bout d’une semaine maximum. En attendant le retrait de cet avertissement, veuillez ne pas réutiliser ce texte.
Pour les articles homonymes, voir Drôle de vie.
Singles de Véronique Sanson
Comme je l'imagine
(octobre 1972) Cent fois
(1974)
Pistes de De l'autre côté de mon rêve
De l'autre côté de mon rêve Loreleï
Chanson sur ma drôle de vie est une chanson composée, écrite et enregistrée en 1972 par Véronique Sanson. C’est le second 45 tours extrait de son deuxième album De l'autre côté de mon rêve.
Elle connaît, depuis sa sortie, les faveurs du public, au travers des concerts de Véronique Sanson et de diverses reprises (c’est le titre le plus repris de Sanson après Amoureuse), par exemple celle par Géraldine Nakache et Leïla Bekhti dans la bande originale du film Tout ce qui brille. Elle est également citée dans la chanson de Patrick Bruel Dans ces moments-là.

## Présentation
Chanson sur ma drôle de vie est un des grands succès de Véronique Sanson, beaucoup diffusé sur les radios fin 1972-début 1973, mais rarement présentée en télévision puisque sa créatrice venait à cette époque de s’installer aux États-Unis. 
La chanson s’est inscrite d’une manière très singulière dans la patrimoine intime de plusieurs générations, chanson d’amour étrangement adoptée comme une chanson de copains, comme en témoigneront Patrick Bruel aussi bien que Géraldine Nakache.
Chanson atypique dans le répertoire de Véronique Sanson, par son apparente simplicité musicale et la joyeuse insouciance de ses paroles, elle se prête naturellement à des orchestrations jazz ou latino.
Si on se penche d’un peu plus près sur le texte, on y lit la parfaite évidence du souci qui a toujours animé l’auteur Véronique Sanson : la sonorité des mots doit primer, même sur le sens s’il le faut. Ce qui lui avait d’ailleurs valu de se voir gentiment railler dans les colonnes du magazine satirique Le Crapouillot. On remarque par exemple comment la deuxième strophe du refrain sonne de façon plus percutante que les autres, grâce à cette curieuse rime en milieu de vers :       
« Me donne - tous - ses emblèmes / Me - tou - che quand même / Du - bout - de ses doigts ».
Ajoutons enfin le souvenir, pour Véronique Sanson, de son père, très pointilleux sur la grammaire, qui ne décolérait pas devant son « Et je fais ce que j’ai envie » à peine convenable selon lui, du fait qu’il y manque une suite : « Et je fais ce que j’ai envie de faire ». Et reconnaissons sur ce point que le plus académique et paternellement préconisé « Et je fais ce dont j’ai envie » eût été bien moins agréable à l’oreille,.

## Variations de titre
La chanson a connu de nombreuses variations de titres  selon les éditions : sur la pochette du 33 tours originel De l'autre côté de mon rêve, on lit à la fois Chanson sur une drôle de vie et Le Tour de ma drôle de vie, les 45 tours annoncent Chanson sur une drôle de vie, tandis que le Live at the Olympia, et plus tard l'Olympia 2005 entérinent le raccourci Drôle de vie officieusement adopté par tout le monde.
Chanson sur ma drôle de vie est définitivement choisi sur les éditions CD de l'album De l'autre côté de mon rêve (depuis 1989), sur les récentes compilations (Petits Moments choisis, 2007), l’intégrale (Et voilà !, 2008), l'enregistrement public 2011.

## Versions étrangères
Publiée sur quelques 45 tours de Véronique pour les marchés étrangers, la chanson connaîtra dans les années 1970 deux reprises hors de France : 
- Jasmine Bonin : Laß uns gehn, version allemande de Chanson sur ma drôle de vie incluse sur        
  - Gelöstes Haar, 33 tours Hansa, Allemagne 1974
  - Laß uns gehn, 45 tours Hansa, Allemagne 1974

- Margriet Markerink : Crazy life, version anglaise de Chanson sur ma drôle de vie incluse sur        
  - Crazy life / Bird, 45 tours Philips, Pays-Bas 1977
  - Voor mijn vrienden, CD Multidisk, Pays-Bas 1999

## Citée parPatrick Bruel
En février 1989, alors que Véronique Sanson prépare sa rentrée à l’Olympia, où la chanson n’est pas prévue, elle accepte de la chanter pour Patrick Bruel devant les caméras de l’émission de Patrick Sabatier Avis de recherche. On découvre à cette occasion qu’elle est la chanson fétiche de la bande d’amis d’adolescence de Bruel, ceux à qui il dédiera Place des grands hommes, qui la reprennent avec lui dans l’émission.
Près de 25 ans plus tard, fin 2012 exactement, il publie l’album Lequel de nous, dont le premier extrait, Dans ces moments-là, évoque à nouveau cette bande de copains. Mais la chanson évoque des circonstances douloureuses, on y comprend que l’un d’eux les a quittés, et Bruel s’interroge : 
« Qu’est-ce qu’on dit dans ces moments-là ? (…)
Qu’est-ce qu’on fait de nos souvenirs ? (…)
Il aurait voulu qu’on se marre
Que je prenne ma guitare
Et que tout le monde chante comme avant
Cette mélodie de Sanson
Une Drôle de vie, un frisson
Juste quelques notes d’adolescence
Comme des enfants qui s’avancent. »

## Reprises québécoises
- Linda Racine, version cool jazz incluse sur Racines, CD Déjà Musique, Québec 2007
- Ima, version salsa incluse sur A la vida, CD Divine Angel, Québec 2009

## Tout ce qui brille
La deuxième vie de Chanson sur ma drôle de vie viendra par l’entremise de la jeune Géraldine Nakache, co-réalisatrice avec Hervé Mimran et interprète du film Tout ce qui brille, succès surprise de l’année 2010. Le duo de copines qu’elle forme avec Leïla Bekhti, et qui donne au film toute sa fraîcheur et son énergie, a fait de la chanson un emblème d’audace et de jeunesse, et l’a fait découvrir à toute une nouvelle génération qui connaissait peu ou pas la version de Véronique Sanson. 

## Autres reprises
- Véronique Sanson et Michèle Laroque en duo, sur Le Zénith des Enfoirés, CD et VHS BMG, France 1997.

Ce sera l’unique occasion d’entendre les paroles inscrites sur la pochette originale (voir plus haut), qu’on imagine consultées pour l’occasion, pour que Michèle Laroque apprenne la chanson (ou que Véronique Sanson se la remémore !). 
- Stone et Charden en duo, sur Made in France, CD Warner, France 2012

L’ultime album de Stone et Charden, publié en 2012 quelques jours avant la disparition du compositeur, est consacré aux duos mythiques de la variété française, mais la version de Géraldine Nakache et Leïla Behkti leur offre le prétexte d’ajouter à ce programme le titre d’une chanteuse qu’ils aiment et admirent depuis les années 1970.
- Véronique Sanson et Vianney sur l'album Duos volatils en 2018
- Pomplamoose sur l'album Impossible à prononcer en 2021